# Список археологічних культур

## Список археологічних культур
| Назва                                          | Час                                   | Територія                                                                                                |
| Нижній палеоліт                                | Нижній палеоліт                       | Нижній палеоліт                                                                                          |
| ---------------------------------------------- | ------------------------------------- | --- |
| Олдувайська культура                           | 2 600 000 до н. е. — 500 000 до н. е. | Східна і північна Африка, Палестина                                                                      |
| Ашельська культура                             | 1 400 000 до н. е. — 60 000 до н. е.  | Африка, Близький Схід, західна і південна Європа                                                         |
| Стелленбос                                     | 700 000 - 400 000 до н.е.             | південна Африка                                                                                          |
| Абвільська культура або Шельська культура      | 700 000 до н. е. — 300 000 до н. е.   | Західна і південна Європа                                                                                |
| Клектонська культура                           | 400 000 до н.е. - 300 000 до н.е.     | Англія                                                                                                   |
| Теяцька культура                               | 400 000 - 300 000 до н.е.             | західна і центральна Європа, Левант                                                                      |
| Культура Фаурсміт                              | 400 000 до н.е. - 200 000 до н.е.     | південна і східна Африка                                                                                 |
| Середній палеоліт                              |                                       | |
| Мустьєрська культура                           | 100 000 до н. е. — 33 000 до н. е.    | Більша частина Європи, Близький Схід, Середня Азія, Казахстан                                            |
| Атерійська культура                            | 140 000 до н.е. - 20 000 до н.е.      | Північна Африка                                                                                          |
| Антонівська культура                           | 100 000 до н. е. — 40 000 до н. е.    | Донбас (Україна)                                                                                         |
| Аккайська культура                             | 100 000 - 30 000 до н.е.              | Крим (Україна)                                                                                           |
| Сангойська культура                            | 60 000 до н.е. - 30 000 до н.е.       | Східна, Південна Африка                                                                                  |
| Стіллбейська культура                          | 75 000 - 70 000 до н.е.               | ПАР |
| Говісонс-портська культура                     | 65 000 - 59 000 до н.е.               | ПАР, Намібія, Зімбабве                                                                                   |
| Киїк-кобинська культура                        | 60 000 - 30 000 до н.е.               | Крим (Україна)                                                                                           |
| Пізній палеоліт                                |                                       | |
| Емірійська культура                            | 50 000 - 40 000 до н.е                | Левант                                                                                                   |
| Ахмарійська культура                           | 45 000 - 30 000 до н.е                | Левант                                                                                                   |
| Богуніцька культура                            | 45 000 - 35 000 до н.е.               | Чехія, Словаччина, Угорщина                                                                              |
| Шательперонська культура                       | 45 000 - 35 000                       | Франція                                                                                                  |
| Оріньяцька культура                            | 43 000 - 26 000 до н.е.               | Європа, за винятком північних областей                                                                   |
| Селетська культура                             | 40 000 - 20 000 до н.е.               | Угорщина, Словаччина, Закарпаття (Україна)                                                               |
| Хормуська культура                             | 40 000 - 20 000 до н.е.               | Єгипет, Судан                                                                                            |
| Барадостська культура                          | 36 000 - 18 000 до н.е.               | захід Ірану                                                                                              |
| Даббська культура                              | 33 000 - 14 000 до н.е.               | Киренаїка                                                                                                |
| Костьонківсько-стрілецька культура             | 32 000 до н. е. — 30 000 до н. е.     | Україна                                                                                                  |
| Перигорська культура                           | 31 000 до н. е. — 18 000 до н. е.     | Західна і Центральна Європа                                                                              |
| Ґраветтська культура                           | 30 000 - 20 000 до н.е.               | Європа                                                                                                   |
| Павловіанська культура                         | 30 000 - 20 000 до н.е.               | Чехія, Австрія, Польща                                                                                   |
| Культура Лупембе                               | 30 000 - 12 000 до н.е.               | центральна і східна Африка                                                                               |
| Костенківсько-авдіївська культура              | 22 000 до н. е. — 19 000 до н. е.     | Україна і Центральна Європа                                                                              |
| Солютрейська культура                          | 19 000 до н. е. — 16 000 до н. е.     | Західна Європа                                                                                           |
| Епіпалеоліт                                    |                                       | |
| Халфська культура                              | 20 000 - 15 000 до н.е.               | Єгипет, Судан                                                                                            |
| Епіграветська культура                         | 20 000 - 10 000 до н.е.               | Італія, Балкани, Україна                                                                                 |
| Культура Зарзі                                 | 18 000 - 8000 до н.е.                 | захід Ірану, північ Іраку                                                                                |
| Кебаранська культура                           | 18 000 - 10 000 до н.е.               | Левант                                                                                                   |
| Мадленська культура                            | 16 000 до н. е. — 11 000 до н. е.     | Західна і Центральна Європа                                                                              |
| Іберо-мавританська культура                    | 15 000 - 8 000 до н.е.                | північна Африка                                                                                          |
| Гамбурзька культура                            | 13 000 - 11 000 до н.е.               | північна Європа                                                                                          |
| Себільська культура                            | 13 000 - 10 000 до н.е.               | південь Єгипту                                                                                           |
| Читольська культура                            | 12 000 - 5500 до н.е.                 | центральна Африка                                                                                        |
| Федермесер культура                            | 11 000 - 9000 до н.е.                 | північна Європа                                                                                          |
| Свідерська культура                            | 10 000 до н. е. — 8 000 до н. е.      | Польща, Литва, Білорусь                                                                                  |
| Красносільська культура                        | 9000 - 8 000 до н.е.                  | північ України, Білорусь                                                                                 |
| Мезоліт                                        |                                       | |
| Кловіс                                         | 12000 - 8000 до н.е.                  | північна Америка                                                                                         |
| Тріалетська мезолітична                        | 11 000 - 6 000 до н.е.                | південний Кавказ                                                                                         |
| Магосі                                         | 10 000 до н.е. - 6000 до н.е.         | східна, південна, центральна Африка                                                                      |
| Каданська культура                             | 10 000 - 8 000 до н.е.                | південь Єгипту                                                                                           |
| Натуфійська культура                           | 10 000 до н. е. — 7 000 до н. е.      | Палестина, Ліван, Сирія                                                                                  |
| Азільська культура                             | 9 000 до н. е. — 7 500 до н. е.       | Франція, Німеччина, Піренейський півострів                                                               |
| Аренсбургська культура (Лингбі)                | 9 000 до н. е. — 8 000 до н. е.       | Південне узбережжя Північного і Балтійського морей                                                       |
| Аскола культура                                | 9 000 до н. е. — 6 500 до н. е.       | Карелія                                                                                                  |
| Маґлемозе культура                             | 8 000 до н. е. — 5 000 до н. е.       | Південне узбережжя Північного і Балтійського морей, Данія, Англія, південна Скандинавія                  |
| Німанська культура (мезолітична доба)          | 8 000 до н. е. — 4 000 до н. е.       | Литва, південний захід Білорусі                                                                          |
| Бамбата                                        | 8 000 - 5 000 до н.е.                 | Зімбабве                                                                                                 |
| Кундська культура                              | 8 000 до н. е. — 3 000 до н. е.       | Естонія, Латвія, північ Литви, Іжорія                                                                    |
| Кіффійська культура                            | 8000 - 6000 до н.е.                   | Нігер |
| Комса культура                                 | 8 000 до н. е. — 3 000 до н. е.       | Північне узбережжя Норвегії і Кольського півострова                                                      |
| Кукрецька культура                             | 8000 - 6000 до н.е                    | південь України                                                                                          |
| Совтерська культура                            | бл. 8 000 - 6 000 до н.е.             | Франція                                                                                                  |
| Культура Бельбаши                              | 7 800 до н. е. — 5 500 до н. е.       | захід Туреччини                                                                                          |
| Імеретинська культура                          | 7 000 - 6 000 до н.е.                 | захід Грузії                                                                                             |
| Суомус'ярви культура                           | 6 500 до н. е. — 4 000 до н. е.       | Фінляндія, Карелія                                                                                       |
| Кудлаївська культура                           | 6500 - 6000 до н.е.                   | північ України, південь Білорусі                                                                         |
| Тахунійська культура                           | 6500 - 5500 до н.е.                   | Палестина                                                                                                |
| Тарденуазька культура                          | 6 000 до н. е. — 5500 до н. е.        | Західна і Центральна Європа                                                                              |
| Яніславицька культура                          | 6 000 - 5500 до н.е.                  | схід Польщі, північ України, південь Білорусі                                                            |
| Кастельновська культура                        | бл. 6 000 - 5 500 до н.е.             | південь Франції, Італія                                                                                  |
| Культура Конгемозе                             | бл. 6 000 - 5 400 до н.е.             | Данія, південь Швеції                                                                                    |
| Культура Фолсом                                | 7 000 до н. е. — 4 000 до н. е.       | Північна Америка                                                                                         |
| Неоліт                                         |                                       | |
| Докерамічний неоліт                            | 10 000 - 6 000 до н.е.                | Близький Схід                                                                                            |
| Пастушачий неоліт                              | 10 000 - 8 000                        | Ліван |
| Докерамічний неоліт A                          | 10 000 - 8800 до н.е.                 | Близький Схід                                                                                            |
| Докерамічний неоліт В                          | 8800 - 6 000 до н.е.                  | Близький Схід                                                                                            |
| Капсійська культура                            | 6 000 - 3 000 до н.е.                 | північна Африка                                                                                          |
| Культура Умм-Дабагія                           | 6000 - 5500 до н.е.                   | північ Іраку                                                                                             |
| Самаррська культура                            | 5800 - 4800 до н.е.                   | центр Іраку                                                                                              |
| Хасунська культура                             | 6000 до н. е. — 5000 до н. е.         | Ірак, Іран                                                                                               |
| Сескло культура                                | 6000 до н. е. — 4500 до н. е.         | Греція                                                                                                   |
| Сурсько-дніпровська культура                   | 6000 - 5500 до н.е.                   | південь України                                                                                          |
| Елшанська культура                             | 6000 - 5500 до н.е.                   | середня Волга (Росія)                                                                                    |
| Культура Іпрессо-кардіум                       | 5500 - 4500 до н.е.                   | південна Європа - Албанія, Чорногорія, Хорватія, Італія, Франція, Іспанія                                |
| Культура Старчево                              | 5500 - 5000 до н.е.                   | Сербія, Румунія                                                                                          |
| Караново культура                              | 6000 до н. е. — 4500 до н. е.         | Болгарія                                                                                                 |
| Кельтемінарська культура                       | 5500 - 1800 до н.е.                   | Казахстан, Узбекистан, північний захід Туркменистану                                                     |
| Джейтунська культура                           | 5500 - 4500 до н.е.                   | південь Туркменії                                                                                        |
| Ертебелле культура                             | 6000 до .н.е. - 4000 до н.е.          | Південне узбережжя Балтійського моря, Данія, південь Скандинавії                                         |
| Ярмуцька культура                              | 5500 - 5000 до .н.е.                  | північ Ізраїлю, захід Йорданії, Західний Берег                                                           |
| фаюмська культура В                            | 6000 до н.е. - 5000 до н.е.           | Єгипет                                                                                                   |
| Буго-дністровська культура                     | 6000 до н. е. — 3800 до н. е.         | південний захід України                                                                                  |
| Самарська культура                             | 5500 до н. е. — 4500 до н. е.         | Росія |
| Шулавері-шомуська культура                     | 5500 - 3900 до н.е.                   | Грузія, Вірменія, Азербайджан                                                                            |
| Культура лінійно-стрічкової кераміки           | 5300 - 4900 до н.е.                   | центральна Європа                                                                                        |
| Мергарх                                        | 5300 - 3300 до н.е.                   | Пакистан                                                                                                 |
| Нарвська культура                              | 5300 - 3900 до н.е.                   | Естонія, північний захід Росії                                                                           |
| Тенерійська культура                           | 5000 - 2500 до н.е.                   | Нігер |
| Яншао                                          | 5000 - 3000 до н.е.                   | Китай |
| Дзьомон                                        | 5000 - 500 до н.е.                    | Японія                                                                                                   |
| Фаюмська культура А                            | 5000 до н. е. — 4000 до н. е.         | Нижній Єгипет                                                                                            |
| Німанська культура                             | 5000 - 2500 до н.е.                   | Литва, захід Білорусі                                                                                    |
| Анау культура                                  | 5000 до н. е. — 2000 до н. е.         | південь Туркменістану                                                                                    |
| Культура Вінча                                 | 5000 - 4000 до н.е.                   | Сербія, захід Румунії та Болгарії                                                                        |
| Вілтонська культура                            | 5000 до н.е. - 100 н.е.               | східна та південна Африка                                                                                |
| Трипільська культура                           | 5000 - 2700 до н.е.                   | правобережжя України, Молдова, схід Румунії                                                              |
| Лендельська культура                           | 4900 - 3400 до н.е.                   | Словаччина, Чехія, Австрія, Польща                                                                       |
| Середньостогівська культура                    | 4500 - 3200 до н.е.                   | південь та схід України                                                                                  |
| Кампінійська культура                          | 5000 до н. е. — 3000 до н. е.         | північ Франції, Бельгія                                                                                  |
| Халафська культура                             | 5500 до н. е. — 4000 до н. е.         | Ірак, Сирія, схід Туреччини                                                                              |
| Діміні культура                                | 4500 до н. е. — 4000 до н. е.         | Греція                                                                                                   |
| Шассе культура                                 | 4500 до н. е. — 3500 до н. е.         | Франція                                                                                                  |
| Культура ямково-гребінцевої кераміки           | 4200 до н. е. — 2000 до н. е.         | північ європейської Росії, Фінляндія, Естонія                                                            |
| Дніпро-донецька культура                       | 4500 до н. е. — 2200 до н. е.         | Україна, Білорусь                                                                                        |
| Верхньоволзька культура                        | 4500 до н. е. — 3000 до н. е.         | Горішня і середня Волга                                                                                  |
| Сперінгс культура                              | 4200 до н. е. — 3300 до н. е.         | Карелія, Фінляндія                                                                                       |
| Ель-обейдська культура або Убейдська культура  | 5400 до н. е. — 3900 до н. е.         | Месопотамія                                                                                              |
| культура Пітерборо                             | 4000 - 2500 до н.е.                   | Велика Британія                                                                                          |
| Лапіта                                         | 1600 - 500 до н.е.                    | Океанія                                                                                                  |
| Енеоліт                                        |                                       | |
| Гумельницька культура                          | 4500 - 4000 до н.е.                   | південь Румунії, схід Болгарії                                                                           |
| Бадарійська культура                           | 4000 до н. е. — 3500 до н. е.         | Єгипет                                                                                                   |
| Амратська культура                             | 4000 до н. е. — 3500 до н. е.         | Єгипет                                                                                                   |
| Культура Чернаводе                             | 4000 до н. е. — 3200 до н. е.         | південь Румунії, північ Болгарії                                                                         |
| Полгарська культура                            | 4500 до н. е. — 3600 до н. е.         | Угорщина                                                                                                 |
| Уруцька культура                               | 3900 до н. е. — 3100 до н. е.         | Ірак |
| Куро-аракська культура                         | 3900 - 2000 до н.е.                   | Азербайджан, Вірменія, Грузія, схід Туреччини, північ Ірану                                              |
| Оса-нарвська культура                          | 3800 до н. е. — 2500 до н. е.         | Прибалтика, північний захід Білорусі                                                                     |
| Баденська культура                             | 3600 - 2800 до н.е.                   | середньодунайська низовина                                                                               |
| Негадська культура                             | 3500 до н. е. — 2800 до н. е.         | Єгипет                                                                                                   |
| Лійковидних кубків культура                    | 3500 до н. е. — 2200 до н. е.         | Центральна Європа, Данія, південь Скандинавії                                                            |
| Льяловська культура                            | 3500 до н. е. — 2200 до н. е.         | північ України, Волзько-окське межиріччя                                                                 |
| Культура кулястих амфор                        | 3400 - 2800 до н.е.                   | Польща, захід України                                                                                    |
| Афанасіївська культура                         | 3300 до н. е. — 1700 до н. е.         | схід Казахстану, захід Монголії, Алтай (Росія)                                                           |
| Долини Інду культура)                          | 3300 до н. е. — 1500 до н. е.         | Басейни річок Інд і Ганг                                                                                 |
| Ямна культура                                  | 3200 - 2400 до н.е.                   | південний схід України, південь Росії                                                                    |
| Луншань                                        | 3000 - 1900 до н.е.                   | Китай |
| Вучедольська культура                          | 3000 - 2200 до н.е.                   | Тисо-Дунайська низовина, Сербія, Хорватія, Боснія і Герцеговина                                          |
| Культура шнурової кераміки                     | 2900 - 2200 до н.е.                   | східна, середня і північна Європа                                                                        |
| Майкопська культура                            | 3500 до н. е. — 2500 до н. е.         | Північний Кавказ                                                                                         |
| Середньодніпровська культура                   | 2400 до н. е. — 1500 до н. е.         | північ України, Білорусь                                                                                 |
| Одиночних поховань культура                    | 2300 до н. е. — 1800 до н. е.         | Данія, Німеччина                                                                                         |
| Вісло-німанська культура (Жуцевська)           | 2300 до н. е. — 1500 до н. е.         | північний схід Польщі, Східна Пруссія, Литва, Латвія                                                     |
| Культура човноподібних сокир                   | 2300 до н. е. — 1500 до н. е.         | Естонія, південь захід Фінляндії, Швеція, Норвегія                                                       |
| Городоцько-здовбицька культура                 | 2200 - 1800 до н.е.                   | захід України                                                                                            |
| Дзвоноподібних келихів культура                | 2500 до н. е. — 1800 до н. е.         | Західна і Центральна Європа                                                                              |
| Волосівська культура                           | 2200 до н. е. — 1800 до н. е.         | Волзько-окське межиріччя                                                                                 |
| Фатьянівська культура                          | 2000 до н. е. — 1500 до н. е.         | горішня і середня Волга                                                                                  |
| Кіукайнен культура                             | 1800 до н. е. — 1300 до н. е.         | південь і захід Фінляндії                                                                                |
| Ольмеки                                        | 1200 - 400 до н.е.                    | Мексика                                                                                                  |
| Бронзова доба                                  |                                       | |
| Джемдет-Наср                                   | 3100 - 2900 до н.е.                   | Ірак |
| Егейська культура або Крито-мікенська культура | 3000 до н. е. — 1100 до н. е.         | Узбережжя і острови Егейського моря, Крит, Кіпр, Греція                                                  |
| Північнокавказька культура                     | 2500 - 1500 до н.е.                   | північний Кавказ                                                                                         |
| Катакомбна культура                            | 2400 до н. е. — 2000 до н. е.         | Територія між нижньою Волгою і нижнім Дністром                                                           |
| Ель-Аргарська культура                         | 2200 - 1500 до н.е.                   | південь Іспанії                                                                                          |
| Культура багатопружкової кераміки              | 2000 - 1600 до .н.е.                  | південь, схід та центр України                                                                           |
| Тріалетська культура                           | 2000 - 1450 до н.е.                   | Вірменія, Грузія                                                                                         |
| Унетицька культура                             | 2200 до н. е. — 1500 до н. е.         | Чехія, Словаччина, південь Німеччини, східна Австрія, західня Польща                                     |
| Тшинецька культура                             | 1800 - 1200 до н.е.                   | Польща, захід України                                                                                    |
| Андронівська культура                          | 2000 до н. е. — 1200 до н. е.         | Територія між горішнім Єнісеєм, Сирдар'єю і Південним Уралом                                             |
| Апеннінська культура                           | 1800 - 1100 до н.е.                   | Італія                                                                                                   |
| Комарівська культура                           | 1700 - 1200 до н.е.                   | захід України                                                                                            |
| Терамарі культура                              | 1500 до н. е. — 1200 до н. е.         | північ Італії                                                                                            |
| Зрубна культура                                | 1600 до н. е. — 1200 до н. е.         | Від річки Урал до Дністра і Карпатських гір, і від Оки до Чорного моря                                   |
| Сабатинівська культура                         | 1600 - 1200 до н.е.                   | південний захід України                                                                                  |
| Курганних поховань культура                    | 1500 до н. е. — 1200 до н. е.         | південь Центральної Європи                                                                               |
| Лужицька                                       | 1300 до н. е. — 400 до н. е.          | Чехія, схід Німеччини, Польща                                                                            |
| Полів поховальних урн культура                 | 1200 до н. е. — 800 до н. е.          | південь Центральної Європи                                                                               |
| Культура плитових могил                        | 1200 - 200 до н.е.                    | Монголія, Забайкалля (Росія)                                                                             |
| Білозерська культура                           | 1200 - 900 до н.е.                    | південь України                                                                                          |
| Білогрудівська культура                        | 1200 - 900 до н.е.                    | центр України                                                                                            |
| Кобанська культура                             | 1100 до н. е. — 400 до н. е.          | Північний Кавказ                                                                                         |
| Сахюїнь                                        | 1 000 до н.е. - 200 н.е.              | південний В'єтнам, західні Філіппіни                                                                     |
| Асва культура                                  | 800 до н. е. — 500 до н. е.           | Узбережжя Естонії і півдня Фінляндії                                                                     |
| Культура Моче                                  | 100 - 700 рр. н.е.                    | Перу |
| Шнекенберзька культура                         | 2600—2000 р. до н. е.                 | Румунія, Трансильванія, пониззя Дністра                                                                  |
| Залізна доба                                   |                                       | |
| Культура Нок                                   | 1000 до н.е. - 300 н.е.               | Нігерія                                                                                                  |
| Кімерійська культура                           | 900 - 650 до н.е.                     | південь України                                                                                          |
| Чорноліська культура                           | 900 - 600 до н.е.                     | центр України                                                                                            |
| Гальштатська культура                          | 800 до н. е. — 400 до н. е.           | схід Франції, південь Німеччини, Швейцарія, Австрія, Чехія, захід Угорщини, Югославія і Албанія          |
| Віланова культура                              | 900 до н. е. — 500 до н. е.           | північний захід Італії                                                                                   |
| Ананьїнська культура                           | 800 до н. е. — 200 до н. е.           | Басейн Ками, середньої Волги                                                                             |
| Дніпродвінська культура                        | 800 до н.е. - 400 н.е.                | північний схід Білорусі, Смоленська область Росії                                                        |
| Культура штрихованої кераміки                  | 700 до н.е. - 450н.е.                 | центральна і західна території Білорусі, схід Литви                                                      |
| Милоградська культура                          | 700 до н.е. - 200 до н.е.             | північ України, південь Білорусі                                                                         |
| Скитська культура                              | 700 до н. е. — 200 до н. е.           | Причорноморські степи України                                                                            |
| Саргатська культура                            | 700 до н. е. — 400 н.е.               | Західносибірський лісостеп                                                                               |
| Городецька культура                            | 700 до н. е. — 500 н.е.               | Середня і нижня Ока, середня Волга                                                                       |
| Дяковська культура                             | 700 до н. е. — 500 н.е.               | Захід території Волзько-окського межиріччя                                                               |
| Поморська культура                             | бл. 650 до н.е. - 200 до н.е.         | Польща, захід України, Берестейщина (Білорусь)                                                           |
| Юхнівська культура                             | 600 до н.е. - 200 р. н.е.             | Сумська область України, Брянська область Росії                                                          |
| Ясторфська культура                            | 600 до н. е. — 1 н.е.                 | Німеччина, Данія                                                                                         |
| Культура Сао                                   | 500 до н.е. - 1500 н.е.               | південь Чаду, північ Камеруну, північний схід Нігерії                                                    |
| Рання залізна доба германців                   | 500 до н.е. - бл. 1 н.е.              | Данія, Швеція, південь Норвегії, Німеччина, Нідерланди                                                   |
| Латенська культура                             | 500 до н. е. — 300 н.е.               | Західна Європа, південь Центральної Європи                                                               |
| Сарматська культура                            | 400 до н. е. — 400 н.е.               | Степи між річкою Дунай і річкою Тобол                                                                    |
| Оксивська культура                             | 200 до н.е. - бл. 50 н.е.             | північ Польщі                                                                                            |
| Пшеворська культура                            | 200 до н.е. - 400 н.е.                | Польща, західні райони України                                                                           |
| Зарубинецька культура                          | 200 до н. е. — 300 н.е.               | центральний басейн річки Дніпро (Україна)                                                                |
| П'яноборська культура                          | 200 до н. е. — 500 н.е.               | Басейн річки Кама, середня Волга                                                                         |
| Кам'яних могильників з огорожами культура      | 1 н.е. — 500 н.е.                     | Естонія, північ Латвії                                                                                   |
| Вельбарська культура                           | бл.50 - 400 н.е.                      | північний схід Польщі, Берестейщина (Білорусь), Волинь (Україна)                                         |
| Черняхівська культура                          | 200 н.е. — 400 н.е.                   | Україна, Молдова, схід Румунії                                                                           |
| Київська культура                              | 200 н.е. - 450 р.                     | Київська область, лівобережжя України, південний схід Білорусі                                           |
| Курганних поховань культура (Японія)           | 300 н.е. — 600 н.е.                   | Японія                                                                                                   |
| Мощинська культура                             | бл.300 - 700 н.е.                     | верхня Ока, захід РФ                                                                                     |
| Банцеровська-тушемлінська культура             | 400 - 800 рр.                         | північний схід Білорусі                                                                                  |
| Колочинська культура                           | 450 - 650 н.е.                        | північ лівобережної частини України, південний схід Білорусі, Курська та Брянська області РФ             |
| Пеньківська культура                           | 450 - 700 н.е.                        | лісостепова і південна території України, Молдова                                                        |
| Празька культура                               | 500 н.е. — 700 н.е.                   | Схід Центральної Європи, південь Білорусі, захід України, Молдова, Румунія                               |
| Суковсько-дзедзицька культура                  | бл. 500 - 700 н.е.                    | захід і північ Польщі, східні райони Німеччини                                                           |
| Лука-райковецька культура                      | бл. 650 - 900 рр.                     | правобережна та західна території України, східні райони Польщі, Молдова, південь Білорусі, схід Румунії |
| Роменська культура                             | бл.700 - 1000 н.е.                    | північ лівобережжя України, Курська, Брянська області РФ                                                 |
| Салтівська культура                            | бл.700 - 1000 н.е.                    | лісостеп й степ Надозів'я Україна, Подоння, Волго-Донського межиріччя РФ, у Передкавказзі.               |
| Культура Полоцько-Смоленських довгих курганів  | бл.700 - 1 000 н.е.                   | північ і схід Білорусі, Смоленщина                                                                       |
| Ігбо-Укву                                      | бл. 800 - 900 рр.                     | південь Нігерії                                                                                          |